# Дохоян Юрій Рафаелович
Юрій Рафаелович Дохоян (рос. Юрий Рафаэлович Дохоян; 26 жовтня 1964 — 1 липня 2021) – російський шахіст і шаховий тренер (Старший тренер ФІДЕ від 2007 року), гросмейстер від 1988 року.

## Шахова кар'єра
Перші успіхи припадають на кінець 1980-х років. 1988 року посів 3-тє місце (позаду Смбата Лпутяна і Лева Псахіса) на меморіалі Тиграна Петросяна в Єревані, а в 1989 році переміг (разом з Фрісо Нейбуром на турнірі "B" фестивалю Hoogovens у Вейк-ан-Зеє. У наступних роках досягнув таких успіхів:
- 1991 – Копенгаген (турнір Politiken Cup, поділив 1-місце разом з Юрієм пісковим), Верфен (поділив 1-ше місце разом з Ігорем Івановим, Янісом Кловансом та Ігорем Глеком), Орхус (поділив 2-ге місце позаду Ігоря Новікова, разом з Джонні Гектором та Іштваном Чомом),
- 1992 – Берлін (турнір Berliner Sommer, посів 1-ше місце),
- 1993 – Люблін (посів 1-ше місце), Бонн (посів 1-ше місце), Мюнстер (поділив 1-ше місце разом з Ентоні Майлсом),
- 1994 – Бонн (3-тє місце позаду Олега Романишина і Едвінса Кеньгіса).

Найвищий рейтинг Ело в кар'єрі мав станом на 1 липня 1994 року, досягнувши 2580 очок ділив тоді 83-тє місце в світовому рейтинг-листі ФІДЕ.
1995 року завершив активну кар'єру шахіста, і вступив до тренерської команди чемпіона світу Гаррі Каспарова, до якої належав протягом наступних 10 років, аж до закінчення кар'єри Каспарова.